# Torrione di Vicomero
Der Torrione di Vicomero, auch Castellazzo genannt, ist ein mittelalterlicher Turm in Vicomero, einem kleinen Ortsteil von Parma in der italienischen Region Emilia-Romagna.

## Geschichte
Der genaue Zeitpunkt des Turmbaus ist unbekannt, aber die Geschichtswissenschaftler, die eine Ähnlichkeit mit den vergleichbaren Gebäuden in Baganzola und Beneceto sehen, nehmen an, dass er im 16. Jahrhundert auf Geheiß der Grafen Valeri errichtet wurde. Auch der ursprüngliche Zweck des Gebäudes blieb noch unbekannt und es existieren zwei gegensätzliche Thesen darüber: Nach der Meinung einiger Wissenschaftler diente das Gebäude, das mit kreuzförmigen Schießscharte versehen war, die heute vermauert sind, der Verteidigung des Territoriums, wogegen andere meinen, es sei ein Jagdschloss gewesen.
In den folgenden Jahrhunderten wechselte der massige Turm mehrmals den Besitzer. Es könnte dort auch ein Mönchskonvent untergebracht gewesen sein, auch wenn darüber keine historischen Beweise vorliegen. Er wurde sicherlich in seiner langen Geschichte verschiedensten Veränderungen unterworfen, vor allen Dingen nach dem Umbau in ein landwirtschaftliches Gebäude mit vollständigem Neubau der angrenzenden Gebäude, die heute zu einem Bauernhof gehören.

## Beschreibung

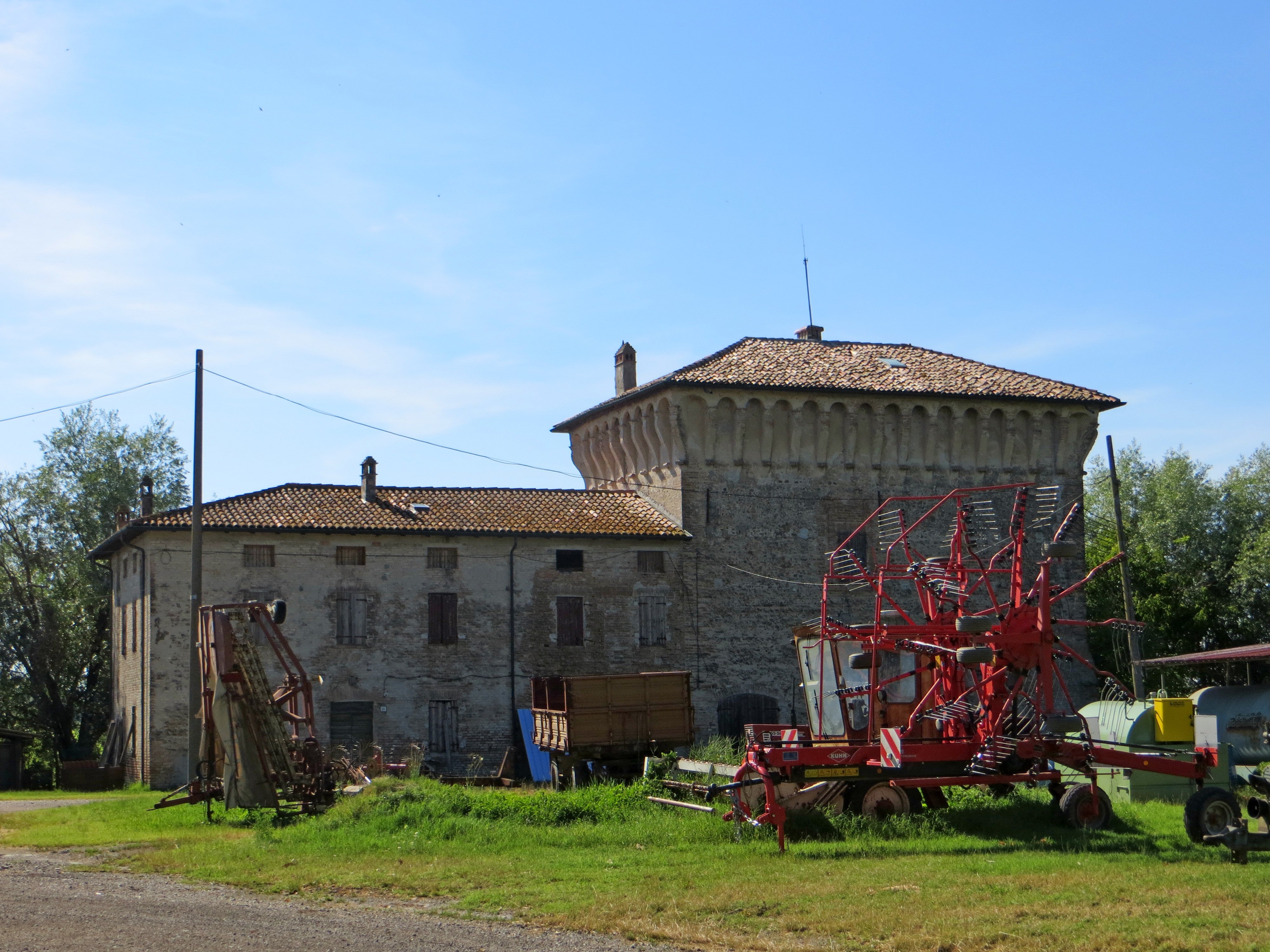
Ostfassade des Turms und des angrenzenden Bauernhofes

Der Turm hat einen rechteckigen Grundriss. Im Süden ist an die Schmalseite das niedrigere Bauernhaus angeschlossen, das aus jüngerer Zeit stammt.
Die vollständig gemauerten Fassaden sind mit nur wenigen Fensteröffnungen auf den drei freien Seiten typisch. Die beiden Ecken an der Nordseite sind mit massigen Strebewerken verstärkt, während sich oben eine Krone aus hohen Konsolen, aber keine Zinnen, befindet. Das Dach ist als Walmdach ausgeführt.
Das angebaute Bauernhaus ist ebenfalls aus Mauerziegeln errichtet und hat zwei volle Stockwerke und ein Dachgeschoss. Es wurde auf den Resten eines älteren Gebäudes erbaut, das aus derselben Zeit wie der Turm stammte.
Im Inneren des Turms, der über die Jahrhunderts mehrmals umgebaut wurde, ist ein Raum mit Schattengewölbe erhalten. Einigen Legenden nach soll im Keller früher ein Schnittbrunnen existiert haben, der heute aber verschwunden ist.